# Station Jasień Brzeski
Station Jasień Brzeski is een spoorwegstation in de Poolse plaats Jasień.